# Masakatsu Funaki
Masaharu Funaki (船木 優治 Funaki Masaharu?) (Aomori, 13 de marzo de 1969) es un artista marcial mixto y luchador profesional japonés, más conocido por el nombre artístico Masakatsu Funaki.
Con una amplia experiencia en empresas como New Japan Pro Wrestling, Universal Wrestling Federation y All Japan Pro Wrestling, Funaki es cofundador de Pancrase, una de las primeras organizaciones de Japón en hacer la transición del shoot wrestling a las artes marciales mixtas. A lo largo de su carrera, Funaki ha sido el luchador más exitoso de Pancrase, contando con múltiples victorias sobre nombres como Ken Shamrock, Frank Shamrock, Guy Mezger, Yuki Kondo, Minoru Suzuki y Bas Rutten y habiendo sido el primer miembro de la empresa en tener el campeonato King of Pancrase dos veces. En general, Masakatsu es considerado uno de los mejores luchadores en la historia de las artes marciales mixtas de Japón.

## Carrera como luchador profesional
Nacido en una familia numerosa, Masakatsu era hijo del dueño de un cine, y gracias a ello se aficionó al cine de artes marciales, especialmente sobre Bruce Lee y Sonny Chiba. Al mismo tiempo, encontró otro ídolo en el luchador profesional Satoru Sayama, lo que en última instancia le llevó a perseguir esta carrera.

### New Japan Pro Wrestling (1985-1989)
En lugar de entrar en la escuela superior, el joven Masakatsu consiguió un hueco en el dojo de la New Japan Pro Wrestling. Dicho gimnasio tenía la reputación de ser extremadamente duro y exigente, pero Funaki no se dejó amedrentar e impresionó a sus entrenadores con su atleticismo y su talento natural para la sumisión. En poco tiempo, Funaki formó una gran amistad con su compañero de clase Minoru Suzuki y con el instructor Yoshiaki Fujiwara, y a la edad de 15 años, tuvo su debut en la lucha libre profesional, el más joven en la historia de la NJPW.
Después de sus primeros combates, en la mayoría de los cuales Funaki obró de jobber, Masakatsu vio cerradas sus posibilidades de ascender en el plantel debido a la política del director Antonio Inoki de dar prioridad a los peso pesado, y cuando Akira Maeda fue despedido de NJPW en 1989, Funaki, Suzuki y Fujiwara abandonaron le promoción con él.

### UWF Newborn (1989-1990)
Durante su andadura en UWF Newborn, Funaki se hizo muy popular gracias a su carisma y habilidad, y ascendió lentamente hasta convertirse en uno de los aspirantes a rivales del principal miembro de la promoción, Akira Maeda, quien a su vez era su mentor personal detrás de las luchas. En 1991, sin embargo, UWF cerró, de modo que Fujiwara y Suzuki partieron de nuevo, esta vez para unirse a la recién creada promoción Pro Wrestling Fujiwara Gumi.

### Pro Wrestling Fujiwara Gumi (1991-1992)
Debutando en mayo, Funaki se convirtió rápidamente en uno de los pilares de Pro Wrestling Fujiwara Gumi, amasando una gran cantidad de victorias. Sin embargo, a finales de 1992, Funaki fue liberado de su contrato por la empresa a petición.

## Carrera como artista marcial mixto

### Pancrase (1993-2000)
La carrera de Funaki en las artes marciales mixtas comenzó cuando fundó en 1993 la empresa Pancrase al lado de su colega Minoru Suzuki. Pancrase, una de las primeras empresas de MMA de Japón, se volvió muy popular, y Funaki se convirtió en uno de los mayores luchadores en su historia, derrotando a nombres como Bas Rutten, Ken Shamrock, Frank Shamrock, Minoru Suzuki y Guy Mezger.
Masakatsu se hizo famoso por su alta capacidad técnica y de sumisión, ayudando a entrenar a otros miembros de Pancrase en el mismo campo. Además, Funaki y Suzuki -antiguos luchadores profesionales- abogaban especialmente por el aspecto espectacular de sus luchas, por lo que iniciaron la práctica de dar ventaja a sus oponentes para hacer el combate más emocionante antes de volver a la carga y obtener la victoria. Sin embargo, esta costumbre no carecía de riesgo, y Funaki tuvo que sufrir las consecuencias de un error en una lucha contra Jason DeLucia en julio de 1994. En ella, Masakatsu permitió a su oponente realizarle un kneebar, planeando usar las cuerdas para romper la llave más tarde; pero, en el curso de la acción, resultó que Funaki se había dejado posicionar demasiado lejos de las cuerdas, y fue forzado a rendirse. En cualquier caso, Funaki obtuvo la victoria en el resto de las ocasiones en que usó estos métodos, y la costumbre fue adoptada por Kazushi Sakuraba años más tarde.
Funaki se retiró de Pancrase en septiembre de 1999, debido a lesiones acumuladas creadas por el ritmo de trabajo de la empresa.

### Retorno
A pesar de que Funaki se resentía de la mala condición de su cuerpo y no se hallaba en la forma debida, hizo su retorno a las MMA para enfrentarse al legendario Rickson Gracie en el evento Colosseum 2000. La lucha había sido anticipada por el público de Japón desde que Nobuhiko Takada se enfrentara a Rickson en PRIDE, y Funaki había deseado luchar contra él desde entonces; si Masakatsu ganaba, sería considerado un "dios" en los cuadriláteros de Japón. De hecho Takada, Akira Maeda y Yoshiaki Fujiwara aparecieron durante una conferencia de prensa para desear suerte a Funaki. El evento casi fue cancelado, ya que Rickson exigió cambiar las normas para prohibir los golpes a la cabeza y la victoria por KO, algo que algunos señalaron que inclinaba demasiado el combate a favor de Gracie. Después de arduas negociaciones, en las que el presidente de Pancrase Masami Ozaki tuvo que amenazar con retirar a todos sus luchadores del evento, Colosseum pudo tener lugar.
Funaki se presentó ante la audiencia llevando una katana durante su entrada, recibiendo una amplia ovación, y batalló contra Gracie durante largos minutos. Sin poder derribar al japonés, Rickson se tendió en la lona a esperar su oportunidad e intercambió patadas con Funaki, que permaneció de pie, en una estrategia similar a la usada por Kazushi Sakuraba contra Royler Gracie. Sin embargo, una patada de Rickson dañó la rodilla lesionada de Funaki, lo que le permitió poco después derribarle. De este modo, Rickson pudo golpear a Funaki hasta hacerle sangrar y atraparle en un rear naked choke. Negándose a rendirse, Funaki cayó inconsciente, y el árbitro hubo de intervenir para parar el combate. En una entrevista poco después, Masakatsu comentó que creyó que iba a morir en la presa de Rickson, y atribuyó su derrota a haber peleado sin la mentalidad adecuada.
El 4 de diciembre de 2000, Funaki llevó a cabo en Pancrase su ceremonia de retiro, a la que acudieron Yoshiaki Fujiwara, Satoru Sayama, Kotetsu Yamamoto, Jushin Thunder Liger, Tatsumi Fujinami, Minoru Suzuki y Baku Yumemakura, entre otros. Después de un emocional discurso en el que agradeció a los fanes todo su apoyo, Masakatsu fue sacado a hombros de la arena, despidiéndose de Pancrase por última vez.

## Retorno a la lucha libre profesional

### All Japan Pro Wrestling (2009-2013)
En agosto de 2007, Funaki y el director de All Japan Pro Wrestling Keiji Muto comentaron la posibilidad de que Funaki volviese a la lucha libre profesional, pero nada salió de ello. No fue hasta el 31 de agosto de 2009 que Funaki firmó un contrato con All Japan, después de aparecer en el 25º aniversario de Muto para hacer equipo con él contra Masahiro Chono y el viejo aliado de Funaki, Minoru Suzuki. Masakatsu empezó a competir regularmente inmediatamente después, consiguiendo numerosas victorias, y continuando haciendo equipo con Muto. Funaki y Keiji entraron en feudos con grupos como GURENTAI -dirigido por Suzuki- y Voodoo Murders. En noviembre, el dúo participó en la Real World Tag League 2009, donde consiguieron la victoria después de vencer a Masayuki Kono & Suwama. Esto les brindó una oportunidad por el AJPW World Tag Team Championship ante GURENTAI (Minoru Suzuki & Taiyo Kea), la cual fue ganada por Masakatsu y su compañero. Dos meses después, Funaki combatió en el primer Cage Match de la historia de AJPW, en el que derrotó a Minoru Suzuki por KO. La rivalidad con Suzuki se hizo personal cuando los dos se encontraron en la lucha final del Champion Carnival 2010, donde Suzuki resultó ganador. Minoru y Masakatsu finalizaron el feudo con un apretón de manos. Por ello, Minoru le invitó a su nuevo stable, Partisan Forces, junto con Taiyo Kea y Akebono.

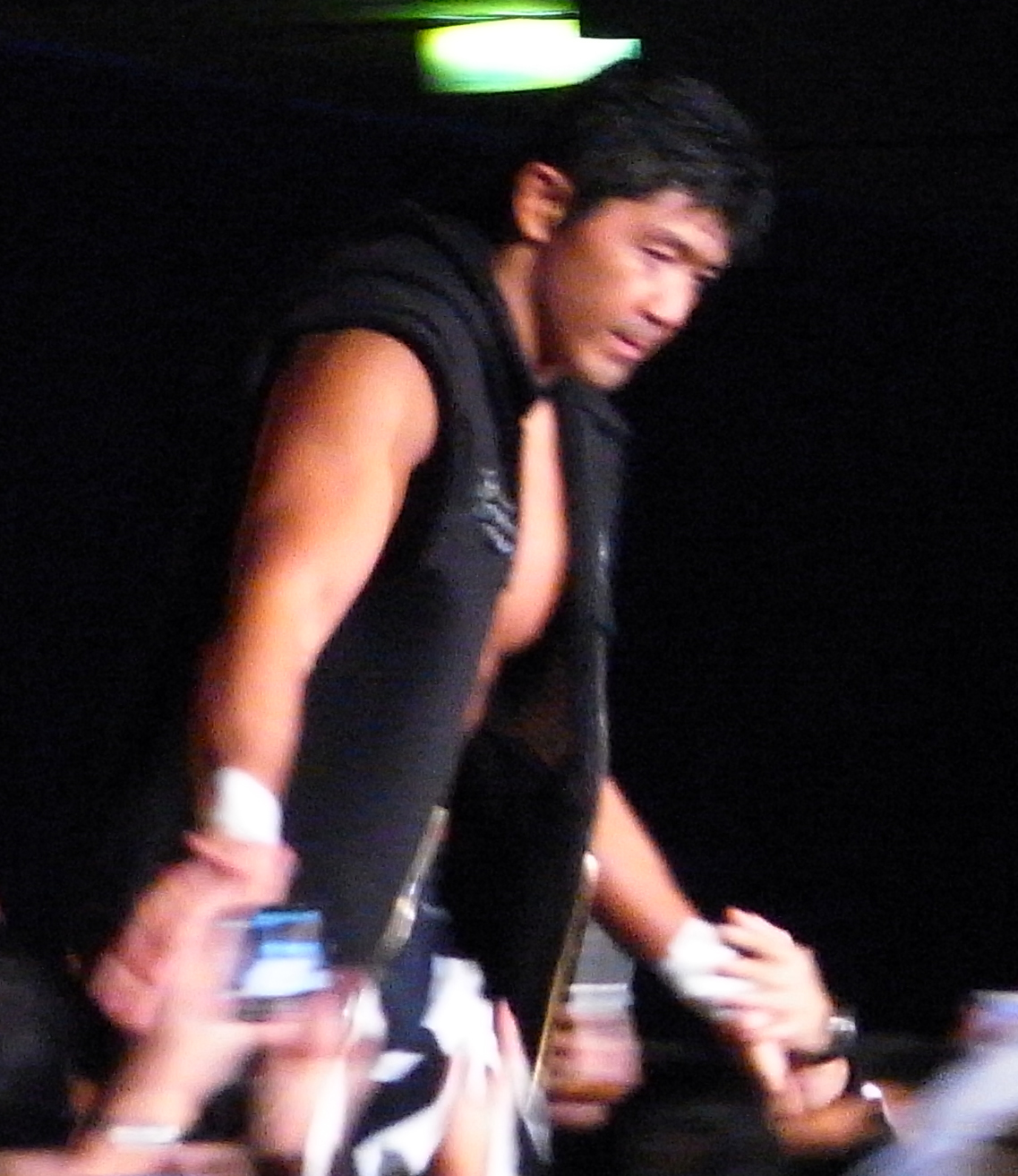
Funaki en noviembre de 2010

### WRESTLE-1 (2013-presente)
En 2013, tras la ida de Keiji Muto de AJPW, Funaki y otros luchadores le siguieron a la nueva empresa, WRESTLE-1. Masakatsu participó en el primer evento, haciendo equipo con su compañero Masayuki Kono para enfrentarse a Laughter7 (Kazushi Sakuraba & Katsuyori Shibata). Tras la lucha, Kohei Sato & Ryoji Sai atacaron a Funaki, y cuando parecía que Kono se disponía a ahuyentarles con una silla, él también se volvió contra Funaki y le golpeó duramente al lado de los otros dos, dejándole tendido. En el siguiente evento, Kono derrotó a Funaki en una lucha individual gracias a una intervención de Kono, Sai y Kazma Sakamoto.

## En lucha
- Movimientos finales
  - Hybrid Blaster[1] (Hammerlock over the shoulder kneeling belly to belly piledriver) - 2012-presente
  - Triangle choke[1][2] - 2010-presente
  - Release belly to back suplex[1][2] - 2009-2010
  - Cross heel hook[1][2]
  - Cross armbar[5]
  - High-speed roundhouse kick a la cabeza del oponente[6]

- Movimientos de firma
  - Abisegiri[2] (Rolling wheel kick)
  - Ankle lock[7]
  - Cross kneelock[8]
  - Double leg takedown spinebuster
  - Double underhook suplex[9]
  - Kimura lock con bodyscissors[10]
  - Missile dropkick
  - Múltiples palm strikes
  - Múltiples stiff roundhouse kicks al torso del oponente
  - Running big boot[2]
  - Sleeper hold[11]
  - Spin kick
  - Spinning backfist

- Managers
  - Megu Fujiura

## Campeonatos y logros

### Artes marciales mixtas
- Pancrase
  - King of Pancrase Openweight Championship (2 veces)
  - King of Pancrase Championship Tournament (1996)

### Lucha libre profesional
- All Japan Pro Wrestling

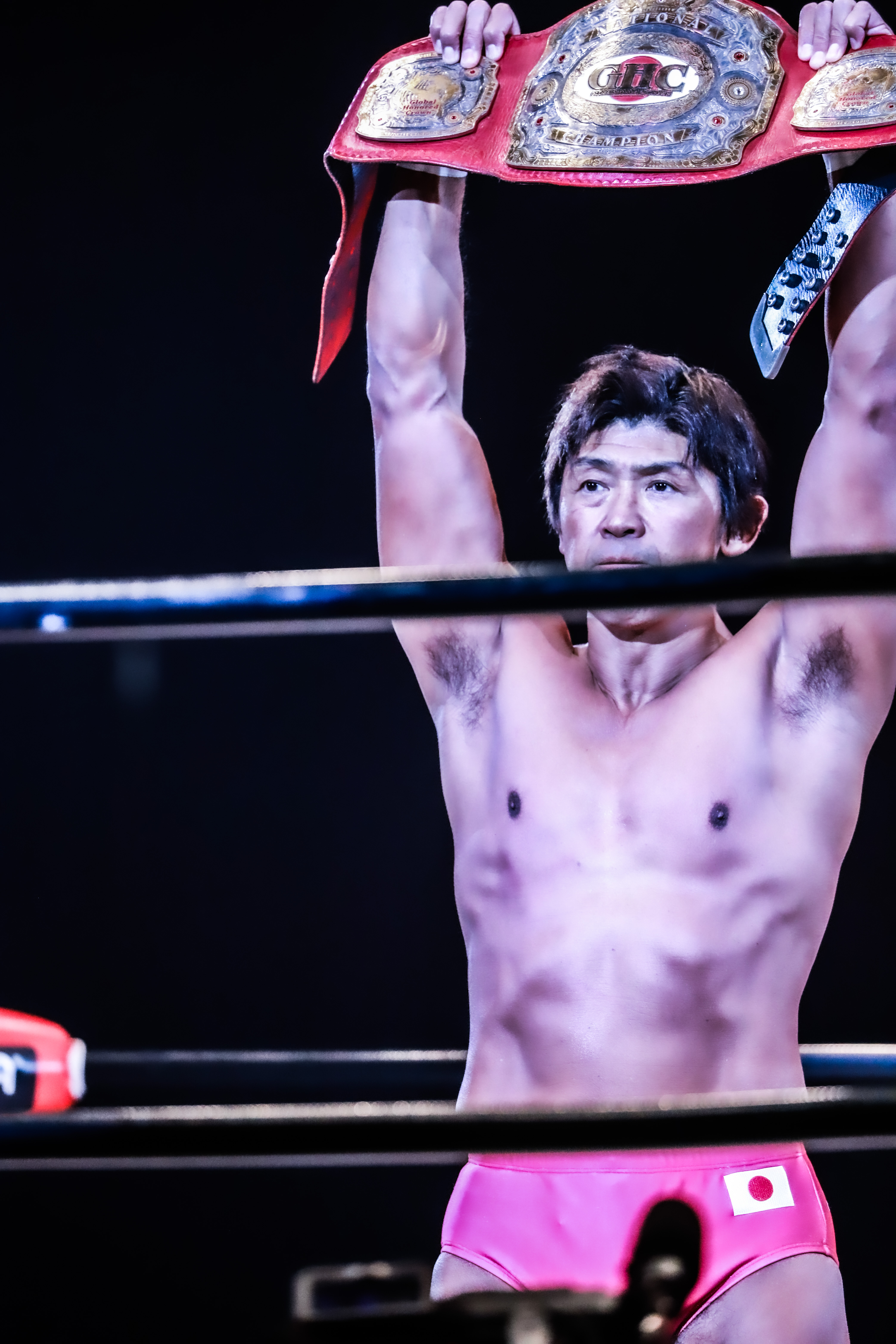
Funaki es un ex Campeón Nacional de GHC.

  - AJPW Triple Crown Heavyweight Championship (1 vez)
  - AJPW Unified World Tag Team Championship (1 vez) – con Keiji Muto
  - World's Strongest Tag Team League (2009) – con Keiji Muto
  - Akiho Yoshizawa Cup (2010) - con Keiji Muto & S1 Mask.

- Pro Wrestling Noah
  - GHC National Championship (1 vez)[12]
- Pro Wrestling ZERO1
  - World Heavyweight Championship (1 vez)
- Real Japan Pro Wrestling
  - Legend Championship (3 veces)

- Pro Wrestling Illustrated
  - Situado en el Nº115 en los PWI 500 de 2010[13]

- Wrestling Observer Newsletter
  - WON Hall of Fame (Clase de 2006)

- Tokyo Sports Grand Prix
  - Premio técnico (1993)
  - Espíritu de lucha (1990)

- Nikkan Sports Grand Prix
  - Equipo del año (200) - con Keiji Muto
  - Combate del año (2010) contra Minoru Suzuki el 21 de marzo

## Récords

### Artes marciales mixtas
| Resultado | Récord  | Oponente              | Método                              | Evento                                               | Fecha                    | Ronda | Tiempo | Localización              |
| --------- | ------- | --------------------- | ----------------------------------- | ---------------------------------------------------- | ------------------------ | ----- | ------ | ------------------------- |
| Empate    | 39-13-2 | Volk Han              | Empate                              | RINGS/The Outsider: Volk Han Retirement Match        | 16 de diciembre de 2012  | 1     | 15:00  | Tokio, Japón              |
| Victoria  | 39-13-1 | Ikuhisa Minowa        | Sumisión (heel hook)                | DREAM 6 - Middleweight Grand Prix 2008 Final         | 23 de septiembre de 2008 | 1     | 0:52   | Saitama, Japón            |
| Derrota   | 38-13-1 | Kiyoshi Tamura        | TKO (puñetazos)                     | DREAM 2 - Middleweight Grand Prix 2008 Opening Round | 29 de abril de 2008      | 1     | 0:57   | Saitama, Japón            |
| Derrota   | 38-12-1 | Kazushi Sakuraba      | Sumisión (Kimura lock)              | K-1 Premium 2007 Dynamite!!                          | 31 de diciembre de 2007  | 1     | 6:25   | Osaka, Japón              |
| Derrota   | 38-11-1 | Rickson Gracie        | Sumisión técnica (rear naked choke) | C2K - Colosseum 2000                                 | 26 de mayo de 2000       | 1     | 12:49  | Tokio, Japón              |
| Victoria  | 38-10-1 | Tony Petarra          | Sumisión (puñetazos)                | Pancrase - 1999 Anniversary Show                     | 18 de septiembre de 1999 | 1     | 1:16   | Urayasu, Chiba, Japón     |
| Empate    | 37-10-1 | Ebenezer Fontes Braga | Empate                              | Pancrase - Breakthrough 4                            | 18 de abril de 1999      | 1     | 15:50  | Yokohama, Kanagawa, Japón |
| Victoria  | 37-10   | John Renken           | Sumisión (puñetazos)                | Pancrase - Advance 12                                | 19 de diciembre de 1998  | 1     | 5:50   | Urayasu, Chiba, Japón     |
| Derrota   | 36-10   | Kiuma Kunioku         | Decisión (pérdida de puntos)        | Pancrase - Advance 10                                | 26 de octubre de 1998    | 1     | 15:00  | Tokio, Japón              |
| Derrota   | 36-9    | Semmy Schilt          | KO (puñetazo)                       | Pancrase - 1998 Anniversary Show                     | 14 de septiembre de 1998 | 1     | 7:13   | Tokio, Japón              |
| Victoria  | 36-8    | Osami Shibuya         | Sumisión (arm triangle choke)       | Pancrase - 1998 Neo-Blood Tournament Second Round    | 26 de julio de 1998      | 1     | 6:07   | Aomori, Japón             |
| Derrota   | 35-8    | Guy Mezger            | Decisión (unánime)                  | Pancrase - Advance 5                                 | 26 de abril de 1998      | 1     | 30:00  | Yokohama, Kanagawa, Japón |
| Victoria  | 35-7    | Semmy Schilt          | Decisión (pérdida de puntos)        | Pancrase - Advance 4                                 | 18 de marzo de 1998      | 1     | 15:00  | Tokio, Japón              |
| Victoria  | 34-7    | Katsuomi Inagaki      | Sumisión (triangle Kimura lock)     | Pancrase - Advance 2                                 | 6 de febrero de 1998     | 1     | 2:36   | Yokohama, Kanagawa, Japón |
| Victoria  | 33-7    | Yuki Kondo            | Sumisión (triangle Kimura lock)     | Pancrase - Alive 11                                  | 20 de diciembre de 1997  | 1     | 2:20   | Yokohama, Kanagawa, Japón |
| Victoria  | 32-7    | Jason Godsey          | Sumisión (bicep slicer)             | Pancrase - Alive 10                                  | 16 de noviembre de 1997  | 1     | 7:12   | Urayasu, Chiba, Japón     |
| Victoria  | 31-7    | Guy Mezger            | Sumisión (triangle armbar)          | Pancrase - 1997 Anniversary Show                     | 6 de septiembre de 1997  | 1     | 3:58   | Urayasu, Chiba, Japón     |
| Victoria  | 30-7    | Osami Shibuya         | Sumisión (guillotine choke)         | Pancrase - 1997 Neo-Blood Tournament Round 1         | 20 de julio de 1997      | 1     | 9:30   | Tokio, Japón              |
| Victoria  | 29-7    | Wes Gassaway          | Sumisión (ankle lock)               | Pancrase - Alive 7                                   | 30 de junio de 1997      | 1     | 1:05   | Hakata, Japón             |
| Derrota   | 28-7    | Yuki Kondo            | Sumisión (triangle armbar)          | Pancrase - Alive 4                                   | 27 de abril de 1997      | 1     | 15:12  | Urayasu, Chiba, Japón     |
| Victoria  | 28-6    | Paul Lazenby          | Sumisión (wrist lock)               | Pancrase - Alive 3                                   | 22 de marzo de 1997      | 1     | 4:36   | Nagoya, Aichi, Japón      |
| Victoria  | 27-6    | Semmy Schilt          | Sumisión (toehold)                  | Pancrase - Alive 2                                   | 22 de febrero de 1997    | 1     | 5:47   | Urayasu, Chiba, Japón     |
| Victoria  | 26-6    | Jason DeLucia         | TKO (lesión de pierna)              | Pancrase - Truth 10                                  | 15 de diciembre de 1996  | 1     | 7:49   | Tokio, Japón              |
| Victoria  | 25-6    | Yuki Kondo            | Sumisión (rear naked choke)         | Pancrase - Truth 9                                   | 9 de noviembre de 1996   | 1     | 1:43   | Kobe, Hyogo, Japón        |
| Derrota   | 24-6    | Bas Rutten            | KO (rodillazo)                      | Pancrase - 1996 Anniversary Show                     | 7 de septiembre de 1996  | 1     | 17:05  | Urayasu, Chiba, Japón     |
| Victoria  | 24-5    | Takafumi Ito          | Sumisión (rear naked choke)         | Pancrase - 1996 Neo-Blood Tournament, Round 2        | 23 de julio de 1996      | 1     | 2:01   | Tokio, Japón              |
| Victoria  | 23-5    | Vernon White          | Sumisión (ankle lock)               | Pancrase - Truth 6                                   | 25 de junio de 1996      | 1     | 2:34   | Fukuoka, Japón            |
| Victoria  | 22-5    | August Smisl          | Sumisión (rear naked choke)         | Pancrase - Truth 5                                   | 16 de mayo de 1996       | 1     | 2:01   | Tokio, Japón              |
| Victoria  | 21-5    | Katsuomi Inagaki      | Sumisión (kneebar)                  | Pancrase - Truth 2                                   | 2 de marzo de 1996       | 1     | 1:14   | Kobe, Hyogo, Japón        |
| Victoria  | 20-5    | Ryushi Yanagisawa     | Sumisión técnica (Kimura lock)      | Pancrase - Truth 1                                   | 28 de enero de 1996      | 1     | 8:42   | Yokohama, Kanagawa, Japón |
| Victoria  | 19-5    | Takaku Fuke           | Sumisión (rear naked choke)         | Pancrase - Eyes of Beast 7                           | 14 de diciembre de 1995  | 1     | 0:31   | Sapporo, Hokkaido, Japón  |
| Derrota   | 18-5    | Frank Shamrock        | Sumisión (toehold)                  | Pancrase - Eyes of Beast 6                           | 4 de noviembre de 1995   | 1     | 10:31  | Yokohama, Kanagawa, Japón |
| Victoria  | 18-4    | Guy Mezger            | Sumisión (ankle lock)               | Pancrase - 1995 Anniversary Show                     | 1 de septiembre de 1995  | 1     | 6:46   | Tokio, Japón              |
| Victoria  | 17-4    | Leon van Dijk         | Sumisión (ankle lock)               | Pancrase - 1995 Neo-Blood Tournament Second Round    | 23 de julio de 1995      | 1     | 1:01   | Tokio, Japón              |
| Victoria  | 16-4    | Gregory Smit          | Sumisión (ankle lock)               | Pancrase - Eyes of Beast 5                           | 13 de junio de 1995      | 1     | 7:30   | Sapporo, Hokkaido, Japón  |
| Victoria  | 15-4    | Alex Cook             | Sumisión (heel hook)                | Pancrase - Eyes of Beast 4                           | 13 de mayo de 1995       | 1     | 5:11   | Urayasu, Chiba, Japón     |
| Derrota   | 14-4    | Manabu Yamada         | Sumisión (heel hook)                | Pancrase - Eyes of Beast 3                           | 8 de abril de 1995       | 1     | 4:43   | Nagoya, Aichi, Japón      |
| Victoria  | 14-3    | Frank Shamrock        | Sumisión (heel hook)                | Pancrase - Eyes of Beast 2                           | 10 de marzo de 1995      | 1     | 5:11   | Yokohama, Kanagawa, Japón |
| Victoria  | 13-3    | Jason DeLucia         | Sumisión (heel hook)                | Pancrase - Eyes of Beast 1                           | 26 de enero de 1995      | 1     | 9:04   | Nagoya, Aichi, Japón      |
| Derrota   | 12-3    | Ken Shamrock          | Sumisión (arm triangle choke)       | Pancrase - King of Pancrase Tournament Second Round  | 17 de diciembre de 1994  | 1     | 5:50   | Tokio, Japón              |
| Victoria  | 12-2    | Vernon White          | Sumisión (armlock)                  | Pancrase - King of Pancrase Tournament Opening Round | 16 de diciembre de 1994  | 1     | 5:37   | Tokio, Japón              |
| Victoria  | 11-2    | Todd Bjornethun       | Sumisión (cross armbar)             | Pancrase - King of Pancrase Tournament Opening Round | 16 de diciembre de 1994  | 1     | 2:20   | Tokio, Japón              |
| Victoria  | 10-2    | Minoru Suzuki         | Sumisión técnica (rear naked choke) | Pancrase - Road to the Championship 5                | 15 de octubre de 1994    | 1     | 1:51   | Tokio, Japón              |
| Victoria  | 9-2     | Ken Shamrock          | Sumisión (rear naked choke)         | Pancrase - Road to the Championship 4                | 1 de septiembre de 1994  | 1     | 2:30   | Osaka, Japón              |
| Victoria  | 8-2     | Scott Sollivan        | Sumisión (heel hook)                | Pancrase - Road to the Championship 3                | 26 de julio de 1994      | 1     | 0:56   | Tokio, Japón              |
| Derrota   | 7-2     | Jason DeLucia         | Sumisión (kneebar)                  | Pancrase - Road to the Championship 2                | 6 de julio de 1994       | 1     | 1:01   | Amagasaki, Japón          |
| Victoria  | 7-1     | Gregory Smit          | Sumisión (rear naked choke)         | Pancrase - Road to the Championship 1                | 21 de abril de 1994      | 1     | 1:58   | Tokio, Japón              |
| Victoria  | 6-1     | Takaku Fuke           | Sumisión (rear naked choke)         | Pancrase - Pancrash! 3                               | 21 de abril de 1994      | 1     | 6:55   | Osaka, Japón              |
| Victoria  | 5-1     | Vernon White          | KO (palmazo)                        | Pancrase - Pancrash! 2                               | 12 de marzo de 1994      | 1     | 1:13   | Nagoya, Aichi, Japón      |
| Victoria  | 4-1     | Bas Rutten            | Sumisión (toehold)                  | Pancrase - Pancrash! 1                               | 19 de enero de 1994      | 1     | 2:58   | Yokohama, Kanagawa, Japón |
| Victoria  | 3-1     | Kazuo Takahashi       | KO (rodillazos)                     | Pancrase - Yes, We Are Hybrid Wrestlers 3            | 8 de diciembre de 1993   | 1     | 3:09   | Hakata, Japón             |
| Victoria  | 2-1     | Cees Bezems           | Sumisión (Kimura lock)              | Pancrase - Yes, We Are Hybrid Wrestlers 3            | 8 de noviembre de 1993   | 1     | 1:42   | Kobe, Hyogo, Japón        |
| Victoria  | 1-1     | Ryushi Yanagisawa     | Sumisión (kneebar)                  | Pancrase - Yes, We Are Hybrid Wrestlers 2            | 14 de octubre de 1993    | 1     | 1:35   | Nagoya, Aichi, Japón      |
| Derrota   | 0-1     | Ken Shamrock          | Sumisión (rear naked choke)         | Pancrase - Yes, We Are Hybrid Wrestlers 1            | 21 de septiembre de 1993 | 1     | 6:15   | Urayasu, Chiba, Japón     |

### Luchas de reglas mixtas
| Resultado | Récord | Oponente      | Método                      | Evento | Fecha                  | Ronda | Tiempo | Localización | Notas |
| --------- | ------ | ------------- | --------------------------- | ------ | ---------------------- | ----- | ------ | ------------ | ----- |
| Victoria  | 1-0    | Maurice Smith | Sumisión (rear naked choke) | AJKF   | 5 de diciembre de 1993 | 1     | 1:50   | Tokio, Japón |       |

## Filmografía
| Título                      | Papel               | Año  |
| Gojoe: Spirit War Chronicle | Tankai              | 2000 |
| Electric Dragon 80.000 V    | Narrador            | 2001 |
| Shadow Fury                 | Takeru              | 2001 |
| Shin Karate Baka Ichidai 2  | Luchador de kung fu | 2003 |
| Godzilla: Final Wars        | Kumasaka            | 2004 |
| Shinsetsu Tiger Mask        | Satoru Sayama       | 2004 |
| Rikidozan                   | Masahiko Kimura     | 2004 |
| Like a Dragon: Prologue     | Kazuma Kiryu        | 2005 |